# Quakecon
Quakecon ist eine BYOC (bring your own computer, dt. „bringe deinen eigenen Computer mit“) Computerspielveranstaltung, die seit 1996 jedes Jahr in der Nähe von Dallas, Texas abgehalten wird. Die Veranstaltung ist nach dem Spiel Quake der Firma Id Software benannt, und wird von dieser auch unterstützt. Es ist die größte Veranstaltung dieser Art in Nordamerika. Das Motto der Veranstaltung lautet „Peace, Love and Rockets“ (Friede, Liebe und Raketen). Sie wird von Freiwilligen getragen, die über die Webpage der Veranstaltung angeworben werden. 2013 nahmen rund 2800 Personen teil.

## Geschichte
Die erste Quakecon fand im August 1996 im Best Western Hotel in Garland, Texas statt. Statt der ursprünglich erwarteten 50 Teilnehmer kamen bereits 150. Die Quakecon 1997 wurde bereits von ca. 650 Teilnehmern besucht, fand aber im Holiday Inn in Plano, Texas, statt. Nach der QuakeCon 1998 zog die Veranstaltung 1999 in das Mesquite Convention Center um, dann mit mehr als 1.100 Teilnehmern. Im Jahr 2000 wurde erstmals eine Teilnehmerzahl von 3.000 erreicht.

### Ergebnisse E-Sport
| Jahr                                  | Disziplin                                                             | Preisgeld | Erster Platz          | Zweiter Platz      | Dritter Platz                 |
| ------------------------------------- | --------------------------------------------------------------------- | --------- | --------------------- | ------------------ | ----------------------------- |
| 1996                                  | Quake (Einzel)                                                        | unbekannt | Remedy                | BullyBoy           | SwanSong                      |
| 1996                                  | Doom 2 (Einzel)                                                       | unbekannt | PoLish                | AceJas             | Indubious                     |
| 1997                                  | QuakeWorld (Einzel)                                                   | unbekannt | RiX                   | Forego             | Grayson                       |
| 1998                                  | Quake II (Einzel)                                                     | 06.500 $  | RiX                   | Gollum             | Lord Vadar                    |
| 1999                                  | Quake III Arena (Einzel)                                              | unbekannt | DieharD               | 1134-Bane          | toxic                         |
| 2000                                  | Quake III Arena (Einzel)                                              | unbekannt | ZeRo4                 | Matador            | wombat                        |
| 2001                                  | Quake III Arena (Einzel)                                              | 045.000 $ | ZeRo4                 | Fatal1ty           | ReVeNaNt                      |
| 2002                                  | Quake III Arena (Einzel)                                              | 040.000 $ | LeXeR                 | Daler              | Fatal1ty                      |
| 2002                                  | Return to Castle Wolfenstein (6er Teams)                              | 053.000 $ | The Doctors           | Infensus           | clan Kapitol                  |
| 2003                                  | Quake III Arena (Einzel)                                              | 051.000 $ | ZeRo4                 | Z4muZ              | czm                           |
| 2003                                  | Quake III Arena (CTF, 4er Teams)                                      | 025.000 $ | Cloud 9               | Clan 519           | Gunzoids                      |
| 2003                                  | Return to Castle Wolfenstein (6er Teams)                              | 046.000 $ | Infensus              | GamePoint AMD      | Affliction                    |
| 2004                                  | Quake III Arena (Einzel)                                              | 050.000 $ | czm                   | ZeRo4              | Cooller                       |
| 2004                                  | Quake III Arena (CTF, 4er Teams)                                      | 040.000 $ | Against All Authority | Cloud 9            | Gunzoids                      |
| 2004                                  | Doom 3 (Einzel)                                                       | 060.000 $ | Fatal1ty              | Daler              | HS                            |
| 2005                                  | Quake II (Einzel)                                                     | 020.000 $ | purri                 | Doze               | Rigg5                         |
| 2005                                  | Quake III Arena (Damen-Einzel)                                        | 030.000 $ | Missy                 | Ms.X               | Trito                         |
| 2005                                  | Wolfenstein: Enemy Territory (6er Teams)                              | 046.000 $ | Check 6               | United5            | Idle.ee                       |
| 2005                                  | Doom 3 (Einzel)                                                       | 050.000 $ | gopher                | RocketBoy          | Slaine                        |
| 2006                                  | Quake 4 (Einzel)                                                      | 035.000 $ | Toxjq                 | Cooller            | Ztrider                       |
| 2006                                  | Quake 4 (Duo)                                                         | 025.000 $ | Toxjq / Ztrider       | 2GD / blue         | Cooller / Jibo                |
| 2006                                  | Wolfenstein: Enemy Territory (6er Teams)                              | 030.000 $ | Idle.ee               | ATi Crossfire.nu   | Knö I Horn                    |
| 2007                                  | Quake 4 (Einzel)                                                      | 050.000 $ | Toxjq                 | fox                | DaHanG                        |
| 2007                                  | Enemy Territory: Quake Wars (6er Teams)                               | 050.000 $ | Team Dignitas         | Team HOT           | Check-Six                     |
| 2008                                  | Quake Live (Einzel)                                                   | 010.000 $ | Cypher                | ZeRo4              | griffin                       |
| 2008                                  | Quake Live (4er Teams)                                                | 015.000 $ | Billy Mays Daze       | Team Rage          | In It For The Money           |
| 2009                                  | Quake Live (Einzel)                                                   | 025.500 $ | rapha                 | Spart1e            | Cypher                        |
| 2009                                  | Quake Live (CTF, 4er Teams)                                           | 022.000 $ | Evil Geniuses         | WhoRunIt           | Fnatic                        |
| 2010                                  | Quake Live (Einzel)                                                   | 025.500 $ | Cypher                | Cooller            | stermy                        |
| 2010                                  | Quake Live (CTF, 4er Teams)                                           | 025.000 $ | Evil Geniuses         | Fnatic             | QUAD                          |
| 2011                                  | Quake Live (Einzel)                                                   | 014.000 $ | rapha                 | strenx             | Cooller                       |
| 2011                                  | Quake Live (TDM, 4er Teams)                                           | 028.000 $ | Salivating Monstahz   | iCE cLIMBERS       | BallerSsS                     |
| 2012                                  | Quake Live (Einzel)                                                   | 020.000 $ | Cypher                | DaHanG             | rapha                         |
| 2012                                  | Quake Live (CTF, 4er Teams)                                           | 07.000 $  | ROOF                  | DaFoneMen          | seriously ill                 |
| 2013                                  | Quake Live (Einzel)                                                   | 018.000 $ | rapha                 | evil               | DaHanG                        |
| 2013                                  | Quake Live (CTF, 4er Teams)                                           | 07.000 $  | thedream              | Watch This         | Counter Measure               |
| 2014                                  | Quake Live (Einzel)                                                   | 020.000 $ | Cypher                | DaHanG             | evil                          |
| 2014                                  | Quake Live (CTF, 4er Teams)                                           | 018.000 $ | 2014                  | WELP               | Unknown                       |
| 2015                                  | Quake Live Duel (Showmatch)                                           | 08.000 $  | rapha                 | evil               |                               |
| 2015                                  | Quake Live Tri-Master (4er Teams) (Kombination aus Duel, CTF und TDM) | 032.000 $ | Meltdown              | Break the Curse    | Deliberate Murder             |
| 2016                                  | Quake Live (Einzel)                                                   | 025.000 $ | rapha                 | evil               | k1llsen                       |
| 2016                                  | QuakeWorld (Duos)                                                     | 025.000 $ | Milton / Rikoll       | Carapace / Locktar | bps / Locust                  |
| 2017                                  | Quake Champions (Einzel)                                              | 340.000 $ | Clawz                 | Vo0                | Cooller                       |
| 2017                                  | Quake Champions (Sacrifice, 4er Teams)                                | 660.000 $ | 2z                    | NOTOFAST           | Team Liquid & The Defendants  |
| 2018                                  | Quake Champions (Einzel)                                              | 025.000 $ | Clawz                 | DaHanG             | GaRpY & Raisy                 |
| 2018                                  | Quake Champions (Sacrifice, Duos)                                     | 175.000 $ | rapha / DaHanG        | Clawz / Toxjq      | GaRpY / dooi & k1llsen / av3k |
| 2019                                  | Quake Champions (Einzel) (Quake Pro League Season 1 Kickoff)          | 065.000 $ | k1llsen               | Cooller            | rapha                         |
| 2020 und 2021: Wettbewerbe nur online |                                                                       |           |                       |                    |                               |